# NGC 108
NGC 108 est une vaste galaxie lenticulaire barrée et entourée d'un anneau. Elle est située dans la constellation d'Andromède. NGC 108 a été découverte par l'astronome germano-britannique William Herschel en 1784.

## Caractéristiques

### Distance
Sa vitesse par rapport au fond diffus cosmologique est de 4 449 ± 34 km/s, ce qui correspond à une distance de Hubble de 65,6 ± 4,6 Mpc (∼214 millions d'al).

### Morphologie
Puisqu'un anneau pâle entoure NGC 108, elle est une galaxie à anneau. 

## Groupe de NGC 108
NGC 108 fait partie du groupe de galaxies qui porte son nom. Le groupe de NGC 108 comprend au moins 5 autres galaxies : NGC 97, UGC 310, CGCG500-15, UGC 234 et MCG 5-2-11. De plus, les galaxies NGC 108 et NGC 97 forment une paire de galaxies.